# Opogona icterica
Opogona icterica är en fjärilsart som beskrevs av Edward Meyrick 1915. Opogona icterica ingår i släktet Opogona och familjen äkta malar.
Artens utbredningsområde är Filippinerna. Inga underarter finns listade i Catalogue of Life.